# Роланду Жорже Піріш да Фонсека
Роланду Жорже Піріш да Фонсека (порт. Rolando Jorge Pires da Fonseca, нар. 31 серпня 1985, Сан-Вісенте, Кабо-Верде), відоміший як просто Роланду, — португальський футболіст кабо-вердійського походження, центральний захисник. Виступав зокрема за «Порту», «Наполі», «Інтернаціонале» та «Марсель», а також національну збірну Португалії.

## Клубна кар'єра
Народився 31 серпня 1985 року в місті Сан-Вісенте, Кабо-Верде. Вихованець юнацьких команд футбольних клубів «Кампумайоренсе» та «Белененсеш».
У дорослому футболі дебютував 2004 року виступами за команду клубу «Белененсеш», в якій провів чотири сезони, взявши участь у 97 матчах чемпіонату. Більшість часу, проведеного у складі «Белененсеша», був основним гравцем захисту команди.

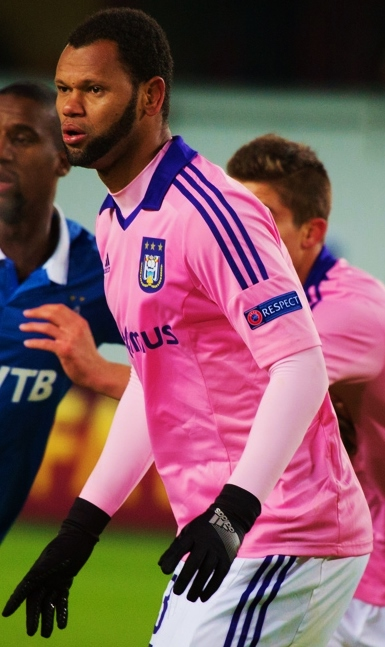
Роланду в «Андерлехті». 2015 рік.

До складу клубу «Порту» приєднався 2008 року. Наразі встиг відіграти за клуб з Порту понад 100 матчів в національному чемпіонаті. За цей час тричі виборювов титул чемпіона Португалії.
Протягом 2013—2014 років виступав в Італії, де на умовах оренди грав за спочатку за «Наполі», а згодом за «Інтернаціонале». Навесні 2015 року був в оренді в «Андерлехті», однак у бельгійському клубі Роланду майже не грав.
31 серпня 2015 перейшов до марсельського «Олімпіка», в якому до 2018 був основним центральним захисником. Піком його кар'єри став півфінал Ліги Європи 2017/18 проти «Зальцбурга», в якому Роланду, вийшовши на заміну в додатковий час, забив вирішальний гол на 116-й хвилині та вивів «Марсель» до фіналу. За три дні після програного фіналу Роланду зазнав розриву ахіллового сухожилля та вибув на півроку. Хоча його контракт завершувався влітку 2018, клуб запропонував йому угоду ще на рік. Відновившись після травми в листопаді 2018, Роланду провів низку гарних матчів, але в підсумку програв конкуренцію в центрі захисту парі Камара — Чалета-Цар. Влітку 2019 після завершення контракту з «Марселем» Роланду став вільним агентом.
Провівши півроку поза футболом, у лютому 2020 року 34-річний захисник уклав контракт на 2,5 роки з «Брагою». Роландо покинув команду в липні 2022 року після завершення контракту, зігравши за цей час лише 16 ігор в усіх турнірах.

## Виступи за збірні
Незважаючи на те, що Роланду народився в Кабо-Верде, він у віці 14-ти років із сім'єю переїхав до Португалії. 2006 року він отримав португальське громадянство і став виступати у складі молодіжної збірної Португалії, з якою грав на молодіжних чемпіонатах Європи 2006 та 2007 років. Всього на молодіжному рівні зіграв у 7 офіційних матчах.
11 лютого 2009 року дебютував в офіційних іграх у складі національної збірної Португалії в товариському матчі проти збірної Фінляндії (1:0).
У складі збірної був учасником чемпіонату світу 2010 року у ПАР, де лишався запасним гравцем, та Євро-2012 в Україні та Польщі, де виходив на заміну у трьох іграх.
Всього провів у формі головної команди країни 21 матч.

## Статистика виступів

### Статистика клубних виступів
| Сезон                  | Команда                | Чемпіонат              | Чемпіонат | Чемпіонат | Національний кубок | Національний кубок | Національний кубок | Континентальні кубки | Континентальні кубки | Континентальні кубки | Інші змагання | Інші змагання | Інші змагання | Усього | Усього |
| Сезон                  | Команда                | Ліга                   | Ігор      | Голів     | Ліга               | Ігор               | Голів              | Ліга                 | Ігор                 | Голів                | Ліга          | Ігор          | Голів         | Ігор   | Голів  |
| ---------------------- | ---------------------- | ---------------------- | --------- | --------- | ------------------ | ------------------ | ------------------ | -------------------- | -------------------- | -------------------- | ------------- | ------------- | ------------- | ------ | ------ |
| 2004–05                | «Белененсеш»           | ПЛ                     | 16        | 2         | КП+КЛ              | 1+0                | 1+0                | -                    | -                    | -                    | -             | -             | -             | 17     | 3      |
| 2005–06                | «Белененсеш»           | ПЛ                     | 25        | 3         | -                  | -                  | -                  | -                    | -                    | -                    | -             | -             | -             | 25     | 3      |
| 2006–07                | «Белененсеш»           | ПЛ                     | 26        | 0         | КП+КЛ              | 2+0                | 0                  | -                    | -                    | -                    | -             | -             | -             | 28     | 0      |
| 2007–08                | «Белененсеш»           | ПЛ                     | 30        | 2         | КП+КЛ              | 0+1                | 0                  | КУЄФА                | 2                    | 0                    | -             | -             | -             | 33     | 2      |
| Усього за «Белененсеш» | Усього за «Белененсеш» | Усього за «Белененсеш» | 97        | 7         |                    | 4                  | 1                  |                      | 2                    | 0                    |               |               |               | 103    | 8      |
| 2008–09                | «Порту»                | ПЛ                     | 28        | 3         | КП+КЛ              | 4+0                | 0                  | ЛЧ                   | 10                   | 1                    | -             | -             | -             | 42     | 4      |
| 2009–10                | «Порту»                | ПЛ                     | 28        | 3         | КП+КЛ              | 5+2                | 2+0                | ЛЧ                   | 7                    | 1                    | СП            | 1             | 0             | 43     | 6      |
| 2010–11                | «Порту»                | ПЛ                     | 29        | 0         | КП+КЛ              | 5+1                | 1+0                | ЛЄ                   | 15                   | 2                    | СП            | 1             | 1             | 51     | 4      |
| 2011–12                | «Порту»                | ПЛ                     | 26        | 1         | КП+КЛ              | 1+1                | 0                  | ЛЧ+ЛЄ                | 5+2                  | 0                    | СП+СУ         | 1+1           | 2+0           | 37     | 3      |
| 2012-січ. 2013         | «Порту»                | ПЛ                     | 1         | 0         | КП+КЛ              | 0+0                | 0                  | ЛЧ                   | 0                    | 0                    | СП            | 0             | 0             | 1      | 0      |
| січ.-черв. 2013        | «Наполі»               | A                      | 7         | 0         | КІ                 | -                  | -                  | ЛЄ                   | 2                    | 0                    | СІ            | -             | -             | 9      | 0      |
| 2013–14                | «Інтернаціонале»       | A                      | 29        | 4         | КІ                 | 0                  | 0                  | -                    | -                    | -                    | -             | -             | -             | 29     | 4      |
| 2014-лют. 2015         | «Порту»                | ПЛ                     | 0         | 0         | КП+КЛ              | -                  | -                  | ЛЧ                   | -                    | -                    | -             | -             | -             | 38     | 10     |
| Усього за «Порту»      | Усього за «Порту»      | Усього за «Порту»      | 112       | 7         |                    | 19                 | 3                  |                      | 39                   | 4                    |               | 4             | 3             | 174    | 17     |
| лют.-черв. 2015        | «Андерлехт»            | ПЛ                     | 4+2       | 0         | КБ                 | 2                  | 0                  | ЛЄ                   | 2                    | 0                    | -             | -             | -             | 10     | 0      |
| 2015–16                | «Марсель»              | Л1                     | 19        | 1         | КФ+КЛ              | 4+1                | 0+0                | ЛЄ                   | 5                    | 0                    | -             | -             | -             | 29     | 1      |
| 2016–17                | «Марсель»              | Л1                     | 30        | 4         | КФ+КЛ              | 3+2                | 0                  | -                    | -                    | -                    | -             | -             | -             | 35     | 4      |
| 2017–18                | «Марсель»              | Л1                     | 31        | 1         | КФ+КЛ              | 2+1                | 0                  | ЛЄ                   | 12                   | 1                    | -             | -             | -             | 46     | 2      |
| 2018–19                | «Марсель»              | Л1                     | 10        | 0         | КФ+КЛ              | 1+1                | 0                  | ЛЄ                   | 1                    | 0                    | -             | -             | -             | 13     | 0      |
| Усього за «Марсель»    | Усього за «Марсель»    | Усього за «Марсель»    | 90        | 6         |                    | 15                 | 0                  |                      | 18                   | 1                    |               | -             | -             | 123    | 7      |
| лют.-черв. 2020        | «Брага»                | ПЛ                     | 3         | 0         | КП+КЛ              | 0+0                | 0                  | ЛЄ                   | 0                    | 0                    | -             | -             | -             | 3      | 0      |
| 2020–21                | «Брага»                | ПЛ                     | 10        | 0         | КП+КЛ              | 2+0                | 1                  | ЛЄ                   | 1                    | 0                    | -             | -             | -             | 13     | 1      |
| Усього за «Брагу»      | Усього за «Брагу»      | Усього за «Брагу»      | 13        | 0         |                    | 2                  | 1                  |                      | 1                    | 0                    |               | -             | -             | 16     | 1      |
| Усього за кар'єру      | Усього за кар'єру      | Усього за кар'єру      | 350       | 24        |                    | 41                 | 5                  |                      | 61                   | 5                    |               | 4             | 3             | 453    | 37     |

### Статистика виступів за збірну
| Дата       | Місто      | Господарі   | Результат | Гості              | Турнір                | Голи | Примітки |
| ---------- | ---------- | ----------- | --------- | ------------------ | --------------------- | ---- | -------- |
| 11-2-2009  | Лоле       | Португалія  | 1 – 0     | Фінляндія          | товариський матч      | -    |          |
| 28-3-2009  | Порту      | Португалія  | 0 – 0     | Швеція             | Відбір до ЧС 2010     | -    | 45'      |
| 31-3-2009  | Лозанна    | ПАР         | 0 – 2     | Португалія         | товариський матч      | -    | 46'      |
| 10-6-2009  | Таллінн    | Естонія     | 0 – 0     | Португалія         | товариський матч      | -    |          |
| 12-8-2009  | Вадуц      | Ліхтенштейн | 0 – 3     | Португалія         | товариський матч      | -    | 62'      |
| 9-9-2009   | Будапешт   | Угорщина    | 0 – 1     | Португалія         | Відбір до ЧС 2010     | -    | 90'      |
| 3-3-2010   | Коїмбра    | Португалія  | 2 – 0     | КНР                | товариський матч      | -    |          |
| 1-6-2010   | Ковілян    | Португалія  | 3 – 1     | Камерун            | товариський матч      | -    | 63'      |
| 9-2-2011   | Женева     | Португалія  | 1 – 2     | Аргентина          | товариський матч      | -    |          |
| 26-3-2011  | Лейрія     | Португалія  | 1 – 1     | Чилі               | товариський матч      | -    |          |
| 7-10-2011  | Порту      | Португалія  | 5 – 3     | Ісландія           | Відбір до ЧЄ 2012     | -    | 90'      |
| 11-10-2011 | Копенгаген | Данія       | 2 – 1     | Португалія         | Відбір до ЧЄ 2012     | -    |          |
| 29-2-2012  | Варшава    | Польща      | 0 – 0     | Португалія         | товариський матч      | -    | 66'      |
| 26-5-2012  | Лейрія     | Португалія  | 0 – 0     | Північна Македонія | товариський матч      | -    |          |
| 13-6-2012  | Львів      | Данія       | 2 – 3     | Португалія         | ЧЄ 2012 - 1-й етап    | -    | 89'      |
| 17-6-2012  | Харків     | Португалія  | 2 – 1     | Нідерланди         | ЧЄ 2012 - 1-й етап    | -    | 87'      |
| 21-6-2012  | Варшава    | Чехія       | 0 – 1     | Португалія         | ЧЄ 2012 - чвертьфінал | -    | 88'      |
| 15-8-2012  | Лоле       | Португалія  | 2 – 0     | Панама             | товариський матч      | -    | 42'      |
| 5-3-2014   | Лісабон    | Португалія  | 5 – 1     | Камерун            | товариський матч      | -    |          |
| 23-3-2018  | Цюрих      | Португалія  | 2 – 1     | Єгипет             | товариський матч      | -    |          |
| 26-3-2018  | Женева     | Португалія  | 0 – 3     | Нідерланди         | товариський матч      | -    | 46'      |
| Усього     |            | Матчів      | 21        |                    | Голів                 | 0    |          |

## Титули і досягнення
- Чемпіон Португалії (4):

«Порту»: 2008-09, 2010-11, 2011-12, 2012-13
- Володар Кубка Португалії (4):

«Порту»: 2008-09, 2009-10, 2010-11
«Брага»: 2020-21
- Володар Суперкубка Португалії (4):

«Порту»: 2009, 2010, 2011, 2012
- Переможець Ліги Європи (1):

«Порту»: 2010-11